# Callochiton sulcatus
Callochiton sulcatus is een keverslakkensoort uit de familie van de Callochitonidae. De wetenschappelijke naam van de soort is voor het eerst geldig gepubliceerd in 1905 door Hugo Frederik Nierstrasz. De soort werd in de Indonesische Archipel ontdekt tijdens de Siboga-expeditie van 1899-1900.